# Inga Juuso
|  | No s'ha de confondre amb Ingá-Máret Gaup-Juuso. |

Inga Juuso (Jokkmokk, 5 d'octubre de 1945 - 23 d'agost de 2014) va ser una intèrpret i compositora de yoiks, actriu i periodista sami de Noruega. Sovint anomenada la reina del yoik, es considera una de les intèrprets de yoik tradicional més importants, però cantava també altres tipus de cançons i experimentava amb la veu. És referent de molts músics samis com Mari Boine, a qui va ensenyar a cantar yoiks, Sara Marielle Gaup o Marja Mortensson.

## Biografia
Va néixer a Jokkmokk, on els seus pares s'havien refugiat durant la segona guerra mundial, i va passar la infància a Alta. Va aprendre l'art de fer yoiks de petita escoltant la seva mare que en cantava mentre cosia, en una època en què cantar yoiks es considerava un pecat per l'església protestant sueca i gran part de la societat sami.
La dècada dels 70 va estudiar periodisme a Oslo esdevenint la primera dona sami amb títol universitari de periodisme. Va treballar molts anys en la secció sámi de la ràdio pública norueca NRK, Sámi Radio. Al mateix temps cantava yoiks, a la ràdio o als escenaris amb artistes samis com Áillohaš.
El 1989 va abandonar el periodisme per a dedicar-se a la música i el teatre. Va iniciar la trajectòria professional com a actriu al Teatre Nacional Sami Beaivváš (Beaivváš Sámi Našunálateáhter), amb la peça Varraheajat (Noces de sang) de Lorca el 1989. Dos anys més tard va llençar el seu primer disc Ravddas Ravdii amb yoiks tradicionals sense acompanyament de música. També va participar en diversos àlbums, com Orbina del grup Orbina, Earthsongs d'Anders Hagberg, o Čalbmeliiba en que es combinava el yoik amb la música flamenca.
Va rebre el Premi Áillohaš de música per la seva trajectòria musical el 1998. El 1999 va ser contractada com a fylkesjoiker (yoikera del comtat) per l'organisme públic Musikk i Troms, un encàrrec que li permetia difondre el yoik, ensenyant-lo a escoles arreu de Noruega. En aquesta feina va conèixer el contrabaixista de jazz Steinar Raknes, amb el qual formaria el duo Skáidi. En els propers anys va continuar actuant al teatre Beaivváš en diferents obres, entre les quals destaca Dušše Ánná (Només Anna) d'Inger Margrethe Olsen, en que Juuso interpretava el paper de la protagonista, una diputada al parlament sami que s'enfronta a records d'un passat traumàtic. L'obra, estrenada el 2008 tenia com a teló de fons les protestes arran de la construcció de l'embassament d'Alta, i tractava temes com l'incest i violència de gènere. A més, va tenir papers menors en pel·lícules samis com Kautokeino-opprøret de Nils Gaup.
El 2008 Juuso va publicar els àlbums Váimmu Ivnnit amb la banda Inga Juuso Group, i el més minimalista Skáidi -Where the Rivers meet, amb el grup Skáidi. El 2011 va publicar tres àlbums amb tres bandes diferents: Skáidegeahči, el segon disc de Skáidi, Balggis, amb el grup Bárut, i Juusk, amb el percussionista Harald Skullerud. Tots tres van ser nominats al prestigiós premi musical noruec Spellemanprisen, i Balggis hi va guanyar en la categoria classe oberta.
La darrera obra de teatre en que va participar com a actriu fou Mu ruoktu lea mu váimmus (La meva casa és el meu cor) de Veronica Salinas, en que a més d'actuar, va escriure part del text. També va compondre la música per la peça Mun lean Inanna (Jo sóc Inanna) basada en mites sumeris.
Inga Juuso va lluitar per que el yoik fos acceptat per la societat sami, gran part del qual el considerava immoral, i també per que fos respectat com a gènere musical a Norueca i la resta del món. Els darrers anys estava preocupada per la desaparició del yoik genuí en les generacions més joves.
Va morir el 2014 després d'una llarga malaltia.
El 2020 Steinar Raknes va publicar un àlbum digital amb els enregistrament que el duo havia fet el 2011 pel documental Juoigan de Maj Lis Skaltje.

## Discografia[1]
- 1991 Ravddas Ravdii
- 2008 Váimmu Ivnnit amb Inga Juuso Group
- 2008 Skáidi -Where the Rivers meet, amb el grup Skáidi
- 2011 Balggis, amb el grup Bárut
- 2011 Juusk, amb el grup Juusk (Harald Skyllerud)
- 2011 Skáidegeahči, amb el grup Skáidi
- 2020 Conversations – Skájaidit, amb el grup Skáidi

### Col·laboracions
- 1993: Orbina
- 1998: Earthsongs (amb Anders Hagberg)
- 1999: Čalbmeliiba – Momentos Inolvidables - Frozen Moments (amb Johan Sara, Rogelio de Badajoz Duran, Erik Steen i Jai Shankar)
- 2002: Orbina II

## Premis (selecció)[1]
- 2011 Spellemannprisen, classe oberta per Balggis
- 2012 Premi Nordlys
- 2012 Músic folk de l'any (Folkerarm)
- 2012 Premi Folkerarm, classe oberta per Juusk

## Teatre (selecció)[11]

### Com a actriu
- 1989 Varraheajat, (Noces de Sang) de Federico García Lorca
- 1994 Skoavdnji, d'Inger Margrethe Olsen
- 1998 Dolgesuorbmageažit, de Sven Henriksen
- 2001 Ayra Leena, de Gunilla Nordlund
- 2002 Lájlá, de Sven Henriksen
- 2003 Hamlet, de Shakespeare
- 2005 Májja gávppaš, d'Eva Eriksson
- 2007 Gođus/ Vekselsan, de Laila Stien
- 2008 Dušše Anna, d'Inger Margrethe Olsen
- 2010 Sunná Šiella, d'Inger Margrethe Olsen[19][20]
- 2012 Mu ruoktu lea mu váimmus/Mitt hjem er i mitt hjerte, de Veronica Salinas, Áillohaš i Inga Juuso

### Música
- 2014 Mun lean Inanna

## Filmografia[1]
- 2003 Bázo
- 2004 Májjá ja Sujujujjá, sèrie de televisió infantil[21]
- 2008 Kautokeino-opprøret
- 2014 Jojk - Juoigan